# Capella maior

Der Chor im engeren Sinn (Binnenchor) eines typisierten Kirchengrundrisses, rötlich markiert. Den Chor bilden hier zwei Chorjoche. Der rechts anschließende mittelschiffsbreite Halbkreis stellt skizzenhaft die capella maior dar.

Chorumgang (rot)

Die capella maior ist der zentrale Ort einer Kirche, an dem der Hauptaltar steht. Oftmals ist diese Hauptkapelle der Kirche geostet. Neben dieser Hauptkapelle befinden sich in Kirchen des gallischen und germanischen Baustils meist noch kleine Kapellen, die sich an die Seitenschiffe anschließen (capella minor).
Die capella maior ist im Bild rechts gelb markiert.
Chor und capella maior werden auch als ecclesiola in ecclesia bezeichnet, weil sie oftmals ein proportional verkleinertes, aber im Grundriss sehr ähnliches „Kirchlein in der Kirche“ bilden. Die capella maior wird dann von einem Chorumgang umgeben, der entlang der Apsis führt. Während die Apsis die Gesamtheit des Raumes (capella maior und Chorumgang) beschreibt, bildet die capella maior sozusagen die Apsis der eccesiola in ecclesia.